# Pappagnocca
La Pappagnocca (la Papagnôca in dialetto reggiano) è un quartiere della periferia sud-orientale di Reggio Emilia situato a 1,5 km dal centro storico della città, fra il tratto urbano della ex Strada statale 467 di Scandiano e l'asse attrezzato di viale del Partigiano.

## Geografia fisica
Il quartiere si trova in una zona di media pianura a sud della via Emilia, a circa 60 m s.l.m. In passato era attraversato dal canale del Buco del Signore, oggi tombato.
Collocato in un ambito urbano, l'agglomerato è dotato di un filare di querce tutelate dalla Regione Emilia-Romagna nel limite orientale, posto al confine con il parco delle Acque Chiare, un parco-campagna di recente creazione collocato a ridosso dell'omonimo rio.
Pappagnocca confina a nord con i quartieri di Ospizio e Mirabello, a sud con Buco del Signore, a est con Villaggio Stranieri-Bazzarola e a ovest con Rosta Nuova.

## Storia
L'ambito territoriale prende probabilmente il nome da quello di un antico feudatario, tale Antonius Papagnocus, citato nel 1415 con riferimento allo storico insediamento composto da una villa e da un oratorio (esistenti). In loco erano presenti l'antico mulino della Pappagnocca, oggi non più funzionante, che era alimentato dal canale del Buco del Signore, e il lazzaretto, attualmente riconvertito a edificio residenziale. Tuttavia il territorio era già abitato durante l'età del bronzo, come confermano i reperti ritrovati nei dintorni. In epoca romana, al di sotto dell'attuale asse stradale di viale del Partigiano, era presente una strada ortogonale alla via Emilia, segno della centuriazione romana.
L'area di Pappagnocca, sino al 1960, era costituita principalmente da case sparse e campagna. Il territorio era parte delle ville e parrocchie di San Pellegrino e Ospizio quando, a causa del forte sviluppo urbano, fu dapprima aggregato in parte al nascente quartiere di Rosta Nuova per divenire, nel 1983, quartiere e parrocchia a sé stante. Negli anni Ottanta il quartiere crebbe vertiginosamente: oltre al polo parrocchiale di san Luigi Gonzaga, furono realizzati il grande parco Noce Nero, il centro direzionale, il centro sociale, il cinema d'essai, le torri residenziali di via Enrico De Nicola e il polo scolastico dell'obbligo, tutti affacciati sul parco.
Pappagnocca fu una delle prime zona della città a essere dotate di teleriscaldamento. A metà degli anni 2000 l'impianto, al tempo vecchio di vent'anni, fu sostituito da una nuova centrale.

## Monumenti e luoghi di interesse
Il quartiere, di recente formazione, è a carattere prevalentemente residenziale, direzionale e commerciale. Presenta tuttavia edifici di valore storico e tipologico di notevole interesse.

### Architetture religiose
- Chiesa parrocchiale di San Luigi Gonzaga (1988), via Evangelista Torricelli.
- Oratorio di Villa Carla, via Martiri di Cervarolo-via Lorenzo Lotto (XVIII secolo)[8].

### Architetture civili
- ex Mulino della Pappagnocca, via Patrice Lumumba (XVII secolo).
- ex Lazzaretto (ristrutturato, già esistente sulla cartografia storica del XVII secolo), via Monte Cervino.
- Villa Carla, via Martiri di Cervarolo-via Lorenzo Lotto (XVIII secolo)[8].

## Società
La popolazione, dal 2000 al 2015, ha avuto un calo dell'8% circa e tuttora è in calo, rimanendo sotto le 4 000 unità. Vi è un indice di vecchiaia che è il doppio della media della città e un tasso di natalità in linea con essa. I componenti medi a famiglia sono 2,2, come il dato generale del comune. AL 2015 i cittadini non italiani erano il 7,9% (rispetto al 18% complessivo di tutto il comune) provenienti per la maggior parte da Albania, Ucraina e Romania.
In loco è presente la sede provinciale dell'INAIL.

## Cultura
Nel quartiere hanno sede diverse istituzioni scolastiche e parascolastiche: 
- Scuola primaria statale Marco Polo, via Medaglie d'Oro della Resistenza.
- Scuola secondaria di Primo grado Sandro Pertini (scuola media), via Medaglie d'Oro della Resistenza.
- Ludoteca parrocchiale Il Colore del Gioco[10], via Evangelista Torricelli.
- Doposcuola parrocchiale[11][12], via Evangelista Torricelli.

Le altre principali istituzioni culturali e ricreative sono:
- Cinema comunale d'essai Rosebud, via Medaglie d'Oro della Resistenza[13].
- Centro sociale Rosta Nuova, via Medaglie d'Oro della Resistenza[14].

## Infrastrutture e trasporti
I parchi, nonché i principali assi stradali, sono fiancheggiati da una rete diffusa di percorsi ciclabili e naturalistici. Diverse linee del trasporto pubblico urbano a media-alta frequenza collegano Pappagnocca con il centro cittadino, i quartieri limitrofi e gli istituti penitenziari.
Le principali arterie di scorrimento sono l'asse attrezzato di via del Partigiano (che collega i quartieri meridionali della città con quelli settentrionali, la zona di Correggio e la tangenziale nord) e la strada per Scandiano.
Nel quartiere è collocata la centrale del teleriscaldamento Iren di via Franco Casoli.

## Sport
La zona di Pappagnocca presenta diversi impianti sportivi pubblici, per lo più legati alle discipline del calcio e del baseball. Le principali strutture sportive sono:
- Campo di calcio Noce Nero, via Medaglie d'Oro della Resistenza, gestito dalla società U.S. Fides A.S.D e dalla Centro Sociale Rosta Nuova A.S.D.
- Palestra comunale Marco Polo, via Evangelista Torricelli, gestita dalla società Taekwondo Tricolore A.S.D. (arti marziali).
- Palestra comunale Sandro Pertini, via Medaglie d'Oro della Resistenza, gestita dalla società Primavera Life A.S.D. (pallavolo, pallacanestro, ginnastica, minibasket, minivolley, pattinaggio a rotelle).
- Stadio di baseball Giorgio Caselli[15], via Petit Bon, gestito dalla società Reggio Baseball.